# HIKARI (映画監督)
HIKARI（ヒカリ、本名：宮崎 光代）は、日本の映画監督、脚本家、フォトグラファー、撮影監督、プロデューサー。

## 経歴
大阪市生まれ。大阪市出身。祖父母が大阪で鉄工所を営んでいた。幼少時より合唱団を通じてミュージカルなどの舞台に立つ。高校在学中に交換留学で米国に滞在。帰国後、再渡米し南ユタ州立大学にて舞台芸術・ダンス・美術を学ぶ。
卒業後、ロサンゼルスでアルバイトをしながら演技やダンスに打ち込み、女優仕事のほかにもビザの必要性から最初はフリーランスカメラマンとして、ヒップホップやアーティストの写真を撮影していたが、そのまま裏方として映像を作る側に回ることを決意。
南カリフォルニア大学院（USC）映画芸術学部で映画・テレビ制作を学ぶ。卒業制作映画『Tsuyako』(11)がDGA・米国監督協会で最優秀女学生監督賞を含め合計50賞を受賞。短編映画を複数製作し、『Where We Begin』(15)がトライベッカ映画祭で最優秀短編映画にノミネートされ8つの賞を受賞。脚本がサンダンス映画祭とNHKの共同企画の目に止まり、映画化された初監督長編作『37セカンズ』が第69回ベルリン国際映画祭パノラマ部門で観客賞、国際アートシネマ連盟賞を受賞。第30回日本映画プロフェッショナル大賞新人監督賞、第61回日本映画監督協会新人賞、新藤兼人賞2020受賞。現在は「William Morris Endeavor Entertainment」に所属。

## 作品
映像
- 2007年 『Naya Din』（脚本・監督・制作・編集・サウンドデザイン）
- 2008年 『Making It Happen』（脚本・監督・撮影監督・編集）
- 2008年 『Help Wanted』（脚本・監督・撮影監督・編集）
- 2008年 『Nota di Amore』（撮影監督・制作）
- 2009年 『Nebraska』（撮影監督）
- 2009年 『Simplicity』（脚本・監督）
- 2009年 『Moonlight Theater』（脚本・監督）
- 2010年 『Another Life』（制作）
- 2011年 『Tsuyako』（脚本・監督・制作）
- 2012年 『Tokyo Halloween Night』（撮影監督）
- 2013年 『A Better Tomorrow』（脚本・監督）
- 2014年 『Can & Sulochan』（脚本・監督）
- 2015年 『Robo Saints』（制作）
- 2015年 『Where We Begin』（脚本・監督・制作）
- 2018年 『Roll With Me』（制作）
- 2019年 『37セカンズ』（長編映画・NHKドラマ）（脚本・監督・制作）
- 2022年 『TOKYO VICE』(テレビドラマ（HBO Max）、2エピソード)（監督）
- 2023年 『BEEF/ビーフ（英語版）』（Netflixドラマ）（監督）
- 2025年 『レンタル・ファミリー（英語版）』（監督・共同脚本・製作）[7]

CM
- ONEATHLETE
- FARMERS INSURANCE
- 武田薬品 「Better Health, Brighter Future」
- SUBARU
  - 「CROSTREK」 "Similar Figures"
  - 「FORESTER」 "Brotherhood"
  - 「LEGACY」 "Resonance"
  - 「EXCIGA」 "My Dream"
  - 「BRZ」 "D.N.A."
  - 「LEGACY」 "Birth"
  - 「FORESTER」 "Proposal"

パチンコ
- CR MIDNIGHT LASVEGAS 〜真夜中のラスベガス〜

MV
- MIDNIGHT THEORY -「People」
- 川﨑麻世 - 「WHY」
- V.I.C (2012)
- Kings Road - I Choose Love (2013)